# Joaquim Alves Torres
Joaquim Alves Torres (Porto Alegre, 15 de setembro de 1852 — ) foi um escritor e teatrólogo brasileiro.

## Biografia
Filho Joaquim Alves Maria Torres e de Felicidade Alves da Conceição Torres. Foi oficial da tesouraria do governo do Rio Grande do Sul e um dos fundadores da Academia Rio-Grandense de Letras, em 1901. Membro da Sociedade Partenon Literário e da Sociedade Ensaios Literários.
Escreveu diversas peças de teatro, todas representadas no Theatro São Pedro, entre elas: O sexto pecado mortal, O homem de luto, O esposo, Amor e ciência, O cometa, Salvador, A mulher em concurso e O marido de Ângela.